# Gabriel Macht
Gabriel Simon Macht (Nueva York, 22 de enero de 1972) es un actor estadounidense, productor y director de cine y televisión. Es conocido por su interpretación en la adaptación del cómic The Spirit en 2008, y más tarde por interpretar a Harvey Specter en la serie de televisión Suits.

## Biografía
Macht es hijo de Suzanne Victoria Pulier, una activista, curadora y archivista, y del actor Stephen Macht, quien también apareció en la serie Suits.
Asistió al Carnegie Mellon College of Fine Arts, graduándose en 1994. Durante el tiempo que permaneció allí fue miembro de la fraternidad Delta Epsilon.
Macht se casó con la actriz australiana de nacimiento, Jacinda Barrett. Tuvieron a su primera hija, Satine Anais Geraldine Macht, el 20 de agosto de 2007 en Los Ángeles, California. La familia es judía.

### Carrera
Fue nominado al Best Young Motion Picture Actor Award tras interpretar su primer papel a los ocho años de edad, en la película Why Would I lie?, interpretando al pequeño Gabriel Swann. Ha aparecido en varias películas y series de televisión, entre ellas Una canción del pasado (donde compartió escenario con John Travolta), y The Recruit.
Cuando participó en la película The Spirit comenzó a obtener seguidores, a pesar de que el filme fue un fracaso en la taquilla.

## Filmografía

### Películas
| Año  | Título                                                 | Personaje                                |
| ---- | ------------------------------------------------------ | ---------------------------------------- |
| 1980 | Why Would I Lie?                                       | Gabriel Swann                            |
| 1998 | On Fire                                                | David Castillo                           |
| 1998 | The Adventures of Sebastian Cole                       | Troy                                     |
| 1999 | Seducción a la carta                                   | Charlie                                  |
| 2000 | The Bookie's Lament                                    | Mickey                                   |
| 2000 | 101 Ways (The Things a Girl Will Do to Keep Her Volvo) | Dirk                                     |
| 2000 | The Audrey Hepburn Story                               | William Holden                           |
| 2001 | American Outlaws                                       | Frank James                              |
| 2001 | Behind Enemy Lines                                     | Aviador Naval Teniente Jeremy Stackhouse |
| 2002 | Bad Company                                            | Oficial Seale                            |
| 2003 | The Recruit                                            | Zack                                     |
| 2003 | Grand Theft Parsons                                    | Gram Parsons                             |
| 2004 | A Love Song for Bobby Long                             | Lawson Pines                             |
| 2006 | El buen pastor                                         | John Russell Jr.                         |
| 2007 | ¡Porque lo digo yo!                                    | Johnny Dresden                           |
| 2008 | The Spirit                                             | Denny Colt/The Spirit                    |
| 2009 | Whiteout                                               | Robert Pryce                             |
| 2009 | One Way to Valhalla                                    | Bo Durant                                |
| 2010 | Middle Men                                             | Buck Dolby                               |
| 2010 | Love and Other Drugs                                   | Trey Hannigan                            |
| 2011 | S.W.A.T.: Firefight                                    | Paul Cutler                              |
| 2011 | A Bag of Hammers                                       | Wyatt                                    |

## Televisión
| Año         | Título                   | Personaje        | Notas                                     |
| ----------- | ------------------------ | ---------------- | ----------------------------------------- |
| 1991        | Beverly Hills, 90210     | Tal Weaver       | Episodio: "Dejarse llevar por el corazón" |
| 1995        | Siguiendo el río         | Johnny Draper    | Película para TV                          |
| 1997        | Spin City                | The Naked Guy    | Episodio: "Snowbound"                     |
| 1998        | Sex and the City         | Barkley          | Episodio 2: Modelos y Mortales            |
| 1999        | Wasteland                | Luke             | Episodio: "Best Laid Plans"               |
| 2000        | The Audrey Hepburn Story | William Holden   | Película para TV                          |
| 2000        | The Others               | Dr. Mark Gabriel | 13 episodios                              |
| 2005        | Numb3rs                  | Don Emrick       | Episodio Piloto (Inédito)                 |
| 2005        | Archangel                | R.J. O'Brian     | Miniserie                                 |
| 2011 - 2019 | Suits                    | Harvey Specter   | Protagonista                              |
| 2019        | Pearson                  | Harvey Specter   | Invitado                                  |

- Datos: Q320651
- Multimedia: Gabriel Macht / Q320651